# Batalla de Pètroe
La batalla de Pètroe, dita igualment batalla de la plana d'Hades, fou un fet d'armes esdevingut el 20 d'agost del 1057 entre dos exèrcits romans d'Orient: les forces legitimistes de l'emperador Miquel VI l'Estratiòtic (r. 1056-1057), menades pel pròedre Teodor, i els partidaris del general rebel Isaac Comnè.
Descontents pel mal estat de les finances de l'exèrcit i la negativa de l'emperador a escoltar els seus greuges, Isaac i altres líders prominents, incloent-hi Nicèfor Brienni i Nicèfor Botaniates, ordiren un complot contra Miquel VI i, el 8 de juny del 1057, Isaac fou proclamat emperador a les seves terres de Capadòcia. Després d'associar tropes d'Anatòlia a la seva causa, el seu exèrcit marxà cap a l'oest en direcció a Constantinoble fins que l'exèrcit legitimista, format principalment per regiments europeus, li barrà el pas prop de la ciutat de Nicea.
Després de mesurar les seves forces durant uns dies, els dos exèrcits entraren en conflicte a la plana d'Hades. Malgrat que l'ala dreta dels rebels cedí, el centre, dirigit personalment per Isaac, es mantingué ferm. La victòria fou obtinguda per l'ala esquerra, dirigida per Catacaló Cecaumen, que trencà l'ala dreta legitimista, penetrà al seu campament i en destruí les tendes, fet que provocà la desbandada de l'exèrcit imperial i deixà via lliure a Isaac per avançar cap a Constantinoble. Veient que l'exèrcit rebel s'acostava a la capital, Miquel VI oferí a Isaac la dignitat de cèsar i convertir-lo en el seu hereu, però ben aviat fou convençut de la necessitat d'abdicar. L'endemà, l'1 de setembre del 1057, Isaac fou coronat emperador a Constantinoble. El seu regnat estaria marcat pels seus intents fallits de reformar l'administració i reforçar l'imperi i, de fet, l'oposició contra aquestes mesures acabaria desembocant en la seva pròpia abdicació el novembre del 1059.